# Rapale (Toskana)
Rapale ist ein Ortsteil (Fraktion, italienisch frazione) der italienischen Gemeinde Bucine in der Provinz Arezzo in der Toskana.

## Geografie
Der Ort liegt etwa elf Kilometer südlich des Hauptortes Bucine, etwa 25 km südwestlich der Provinzhauptstadt Arezzo und etwa 50 km südöstlich der Regionalhauptstadt Florenz im Ambratal (Val d’Ambra). Der Ort liegt bei 484 m s.l.m. und hatte 2001 24 Einwohner. 2011 waren es 12 Einwohner.

## Geschichte
Im Konflikt zwischen Ghibellinen und Guelfen wurde die Burg am 7. Juni 1307 von Truppen aus Florenz in Brand gesteckt und der Ort zerstört. Dem Trattato di Sarzana (auch Pace di Sarzana) von 31. März 1353 zwischen Siena, Florenz, Perugia und Giovanni Visconti nach gehörte der Ort zu der ghibellinischen Familie der Ubertini aus Arezzo. 1385 unterstellten die Ubertini den Ort in den Machtbereich von Florenz, er wurde aber im neuerlichen Konflikt von Ghibellinen und Guelfen 1430 von Siena erobert und verblieb bei Siena bis 1433, als er von Florenz zurückerobert wurde. Die Ubertini blieben bis 1504 Herren von Rapale, bis sie nach einem von Pietro Ubertini angeführten Aufstand von der Republik Florenz vertrieben wurden. 1833 hatte der Ort 267 Einwohner.

## Sehenswürdigkeiten

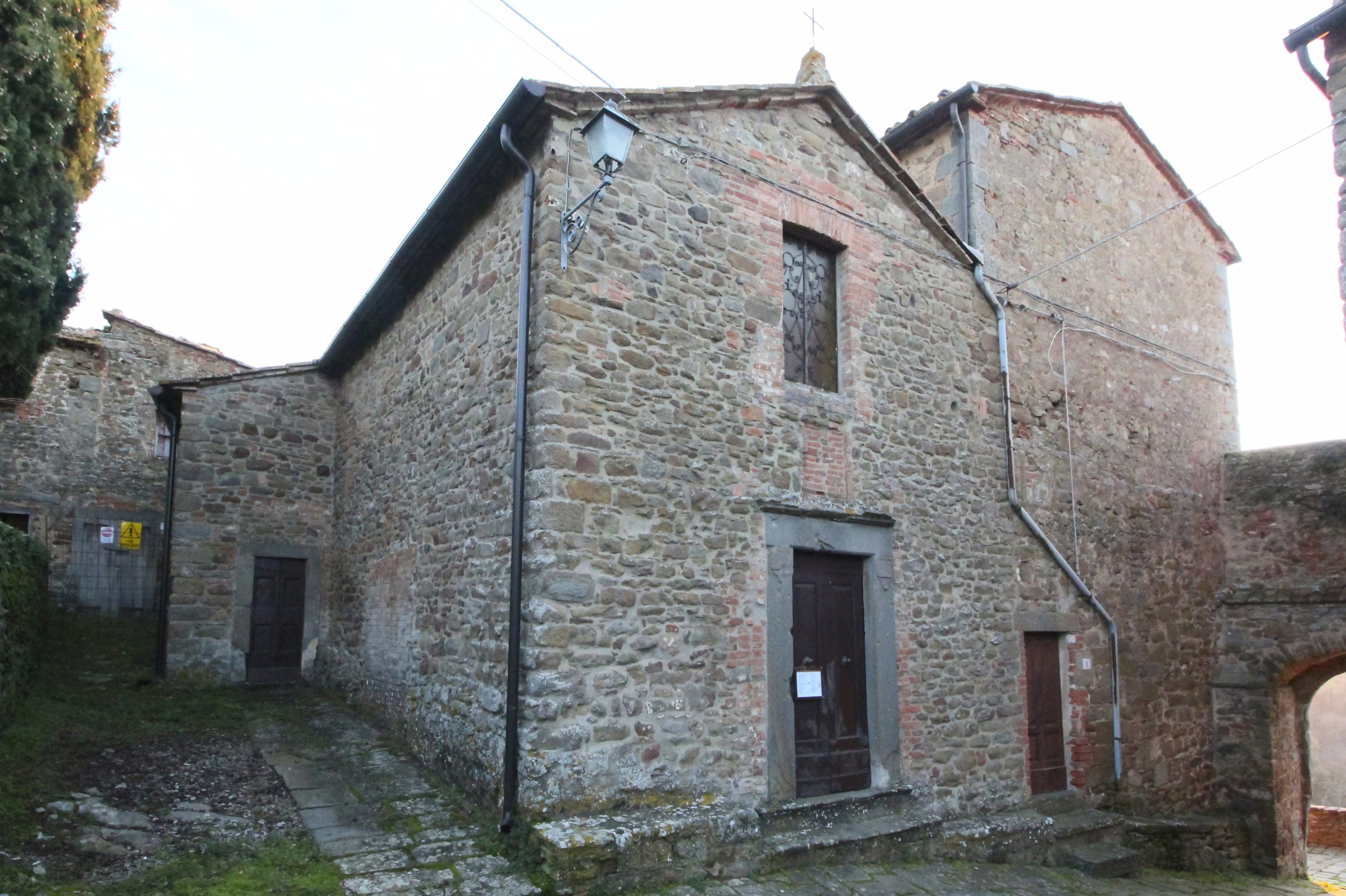
Die Kirche San Miniato

- San Miniato, Kirche innerhalb der Burg, die zum Bistum Arezzo-Cortona-Sansepolcro gehörte und der Pieve von Altaserra in Monte Benichi unterstand.[5]
- Castello di Rapale, heutige Burgruine. Vorhanden ist heute noch das Wehr- und Zugangstor sowie eine Bastion der Wehrmauern.

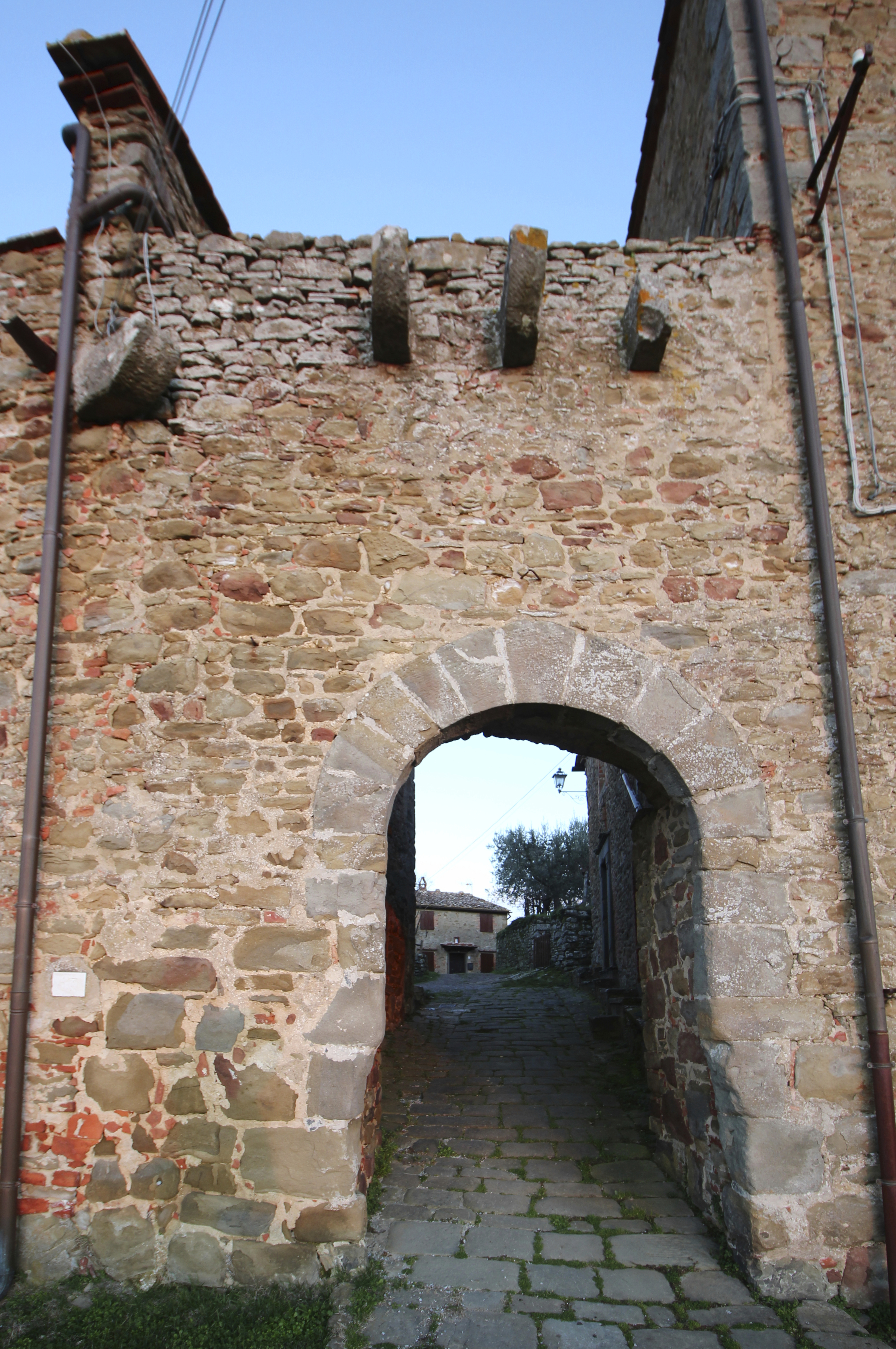
Das Wehrtor (Außenseite)
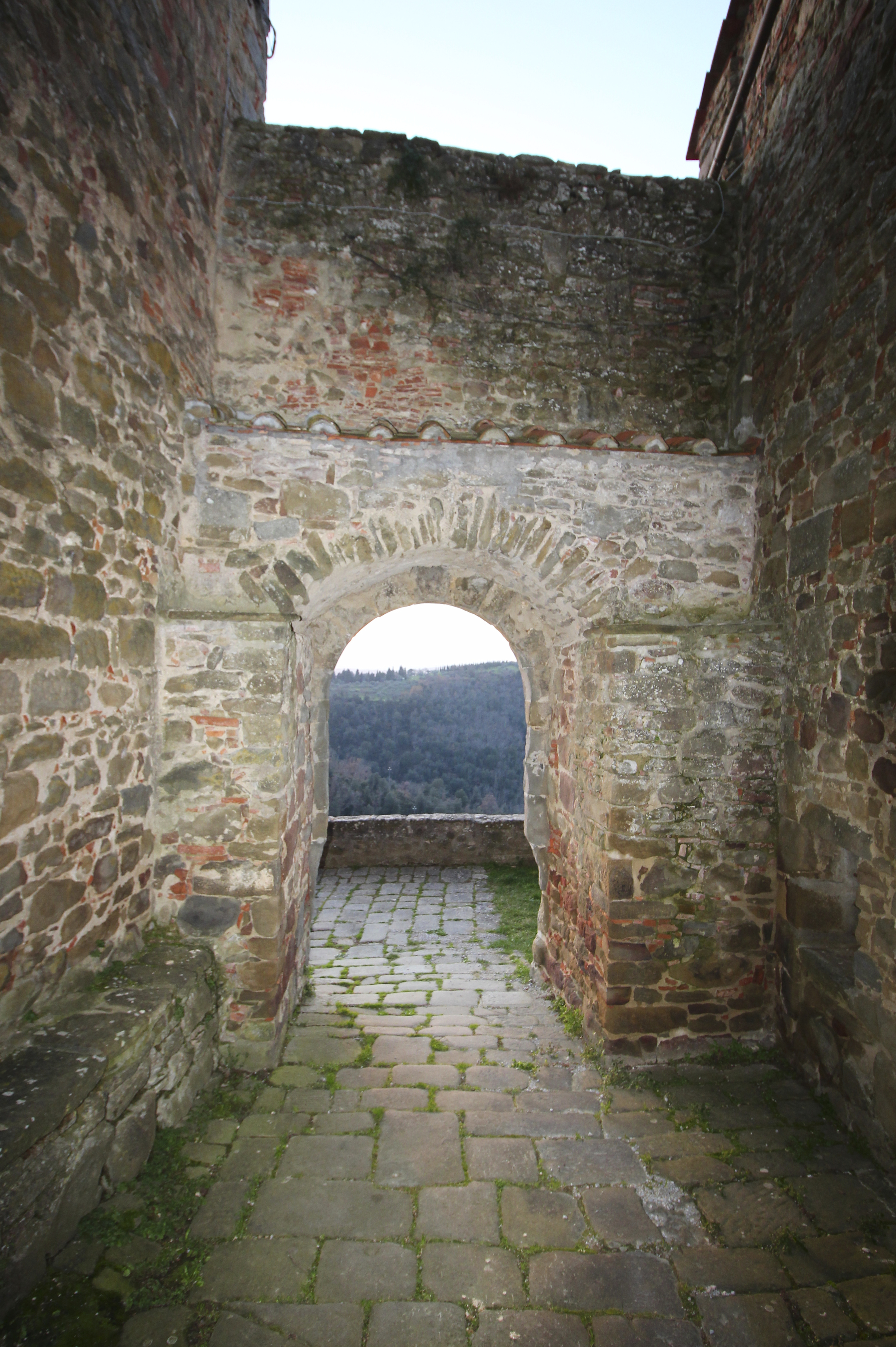
Das Wehrtor (Innenseite)
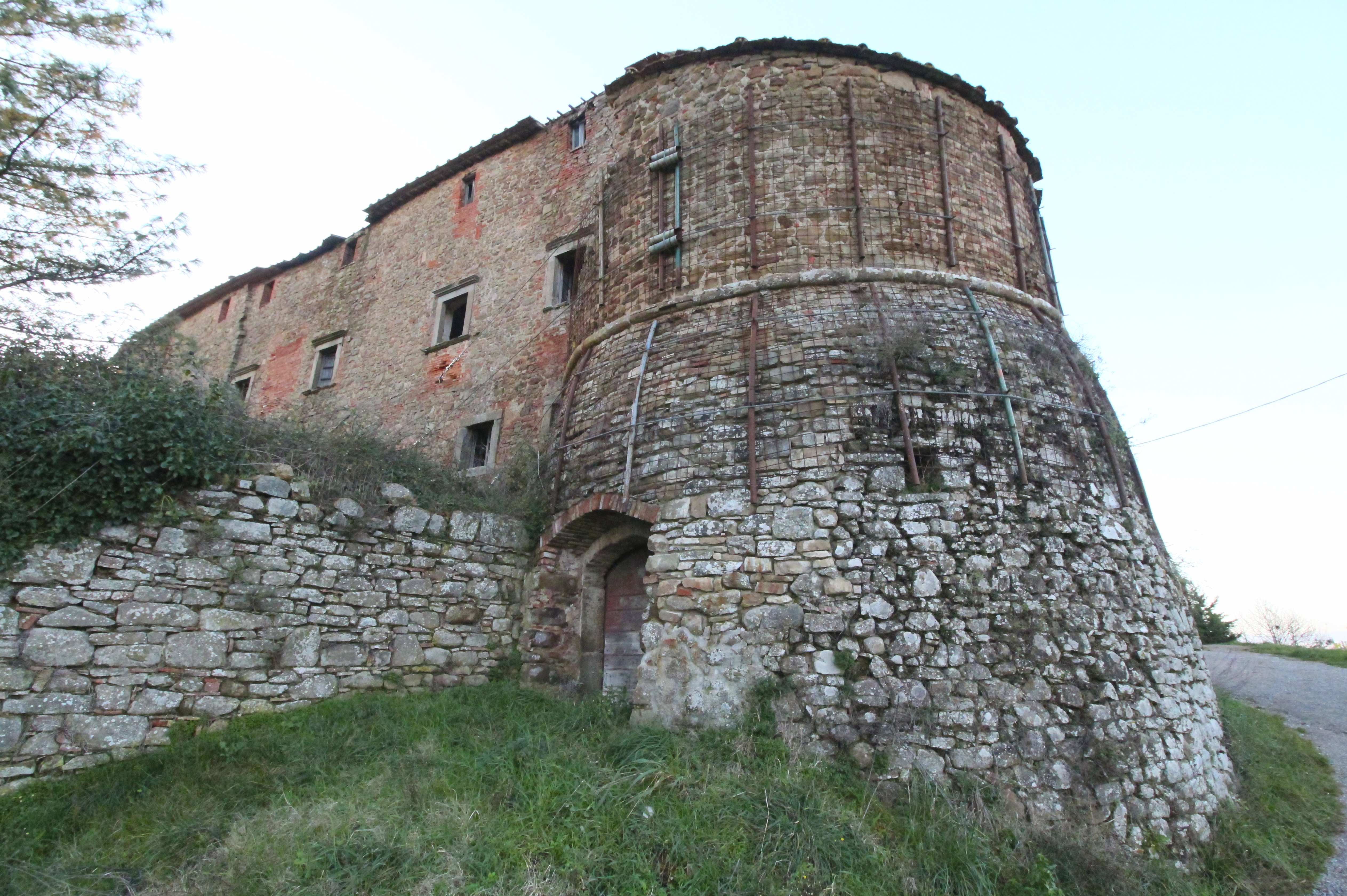
Reste der Wehrmauern
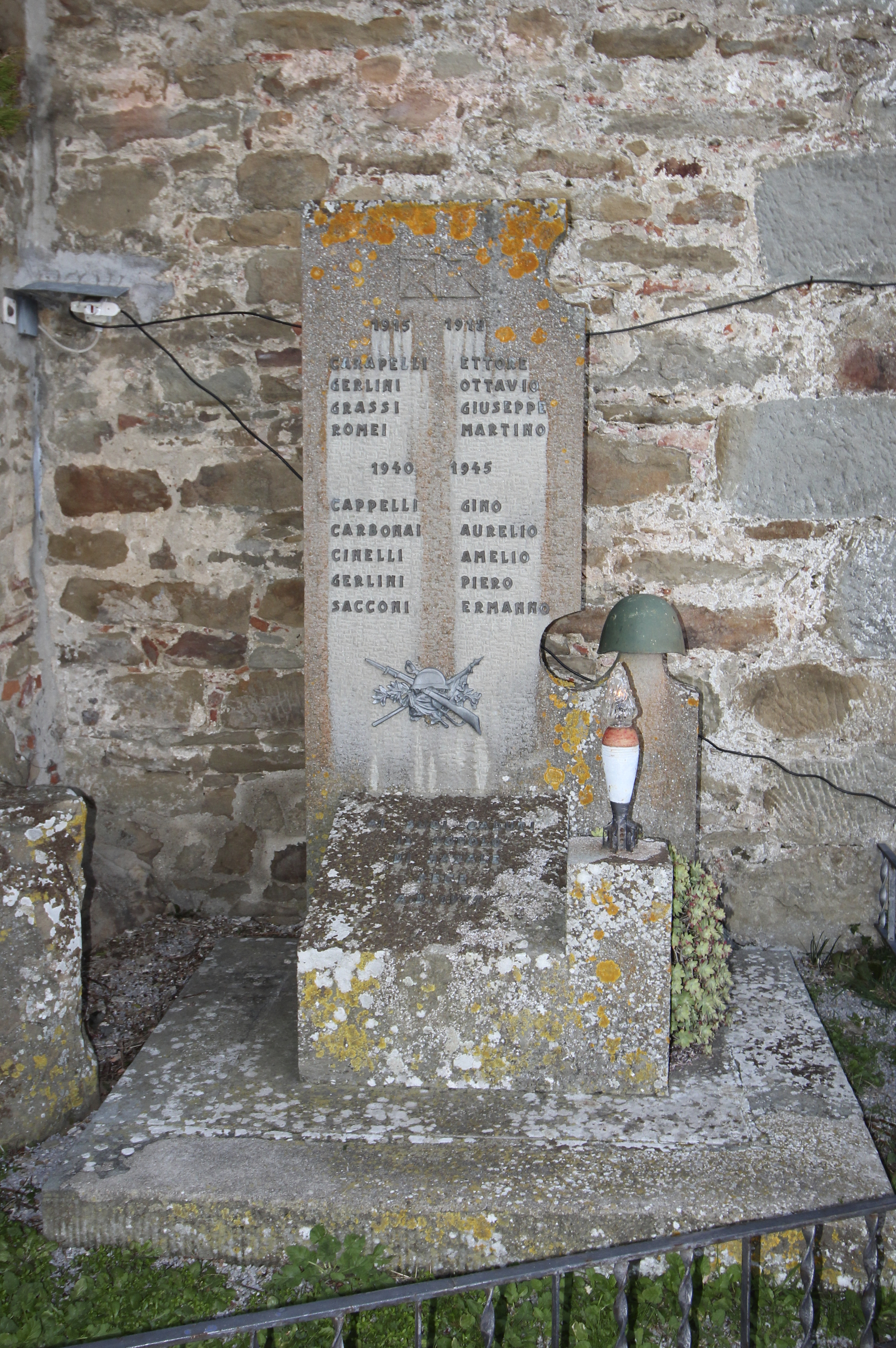
Denkmal für die Gefallenen der beiden Weltkriege